# Dell Prairie (Wisconsin)
Dell Prairie es un pueblo ubicado en el condado de Adams en el estado estadounidense de Wisconsin. En el Censo de 2010 tenía una población de 1.590 habitantes y una densidad poblacional de 18,53 personas por km².

## Geografía
Dell Prairie se encuentra ubicado en las coordenadas 43°41′28″N 89°45′3″O / 43.69111, -89.75083. Según la Oficina del Censo de los Estados Unidos, Dell Prairie tiene una superficie total de 85.83 km², de la cual 82.66 km² corresponden a tierra firme y (3.69%) 3.17 km² es agua.

## Demografía
Según el censo de 2010, había 1.590 personas residiendo en Dell Prairie. La densidad de población era de 18,53 hab./km². De los 1.590 habitantes, Dell Prairie estaba compuesto por el 94.78% blancos, el 0.57% eran afroamericanos, el 1.95% eran amerindios, el 0.06% eran asiáticos, el 0% eran isleños del Pacífico, el 0.44% eran de otras razas y el 2.2% pertenecían a dos o más razas. Del total de la población el 2.33% eran hispanos o latinos de cualquier raza.